# Свети Димитър (Долна Чарлия)
Вижте пояснителната страница за други значения на Свети Димитър.
„Свети Димитър“ или „Свети Димитрий“ (на македонска литературна норма: „Свети Димитар“, „Свети Димитриј“) е възрожденска православна църква в битолското село Долна Чарлия, Република Македония. Църквата е под управлението на Преспанско-Пелагонийската епархия на Македонска православна църква – Охридска архиепископия.
Църквата е гробищен храм, разположен в източния край на селото. Построена е в 1877 година или в 1895 година върху стари основи. Честната трапеза на храма е мраморна стела, върху която е поставена мраморна плоча. Вътре, в югоизточния ъгъл на храма е вграден мраморен фрагмент. Прагът на южния вход също е мраморен блок, а в югозападния ъгъл отвън също има вградени два мраморни блока. Потеклото на тези сполии е неизвестно.